# الجسر البري الأوراسي

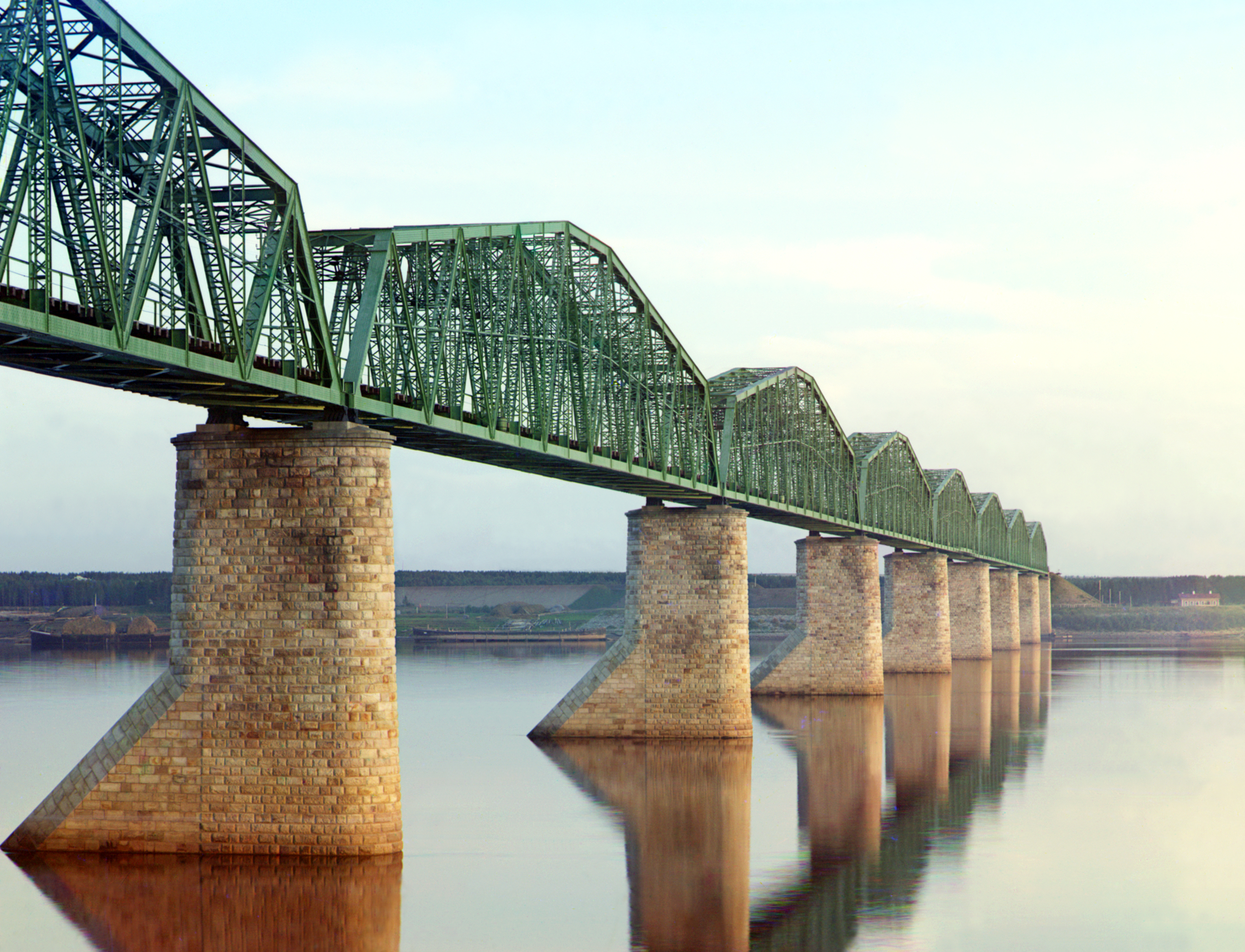
جسر للسكك الحديدية على عابر سيبيريا عبر نهر كاما بالقرب من بيرم

الجسر البري الأوراسي ( (بالروسية: Евразийский сухопутный мост)‏، يُطلق عليه أحيانًا طريق الحرير الجديد ( Noviy shyolkoviy put') هو طريق النقل بالسكك الحديدية للبضائع والركاب براً بين موانئ المحيط الهادئ البحرية في الشرق الأقصى الروسي والصين والموانئ البحرية في أوروبا. يشمل الطريق حاليًا، والذي هو عبارة عن خط سكة حديد وجسر أرضي للسكك الحديدية العابرين للقارات، خط السكة الحديد العابر لسيبيريا، الذي يمر عبر روسيا. ويسمى أحيانًا الممر الشمالي الشرقي الغربي، والجسر البري الأوراسي الجديد أو الجسر القاري الأوراسي الثاني، الذي يمر عبر الصين وكازاخستان. اعتبارًا من نوفمبر 2007، حوالي واحد بالمائة من 600 دولار مليار دولار من البضائع المشحونة من آسيا إلى أوروبا كل عام تم إيصالها عن طريق طرق النقل الداخلي.
يربط خط عبر سيبيريا موسكو بالموانئ البحرية الروسية في المحيط الهادئ مثل فلاديفوستوك، حيث تم الانتهاء من إنشائه عام 1916. منذ الستينيات وحتى أوائل التسعينيات، كانت السكك الحديدية تمثل الجسر البري الرئيسي بين آسيا وأوروبا، وقد تضاؤل استخدام السكك الحديدية للشحن العابر للقارات نتيجة عوامل عديدة. أحد هذه العوامل هو أن السكك الحديدية في الإمبراطورية الروسية السابقة والاتحاد السوفيتي تستخدم مقياسًا للسكك الحديدية أوسع من معظم دول أوروبا والصين. وقد استعادمؤخرا طريق عبر سيبيريا مكانته كطريق بري قابل للاستمرار بين القارتين. 

## تاريخ

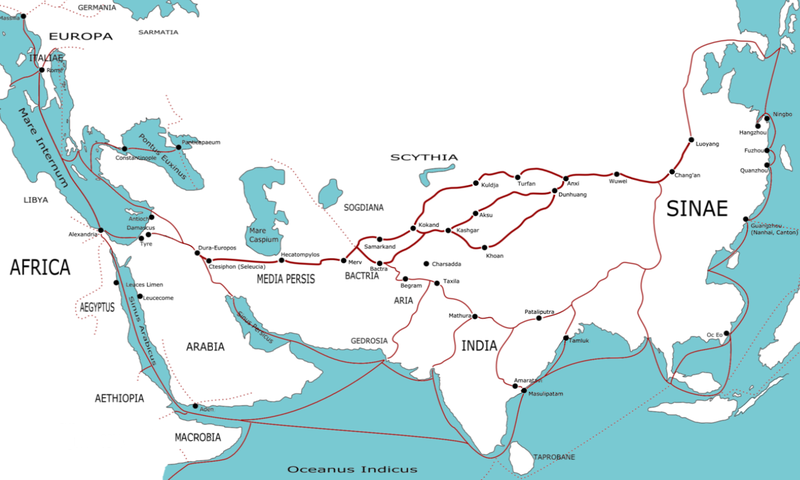
الطرق التجارية لطريق الحرير خلال القرن الأول الميلادي

حدثت حركة المرور التجارية بين أوروبا وآسيا على طريق الحرير منذ الألفية الثانية قبل الميلاد. ولم يكن طريق الحرير طريقًا محددًا، بل كان طريقًا عامًا يستخدمه التجار للسفر، معظمه كان براً بين القارتين على طول السهول الأوراسية عبر آسيا الوسطى. وقد تم استخدام 8,000-كيلومتر  (5,000 ميل) بهدف تبادل البضائع والأفكار أساسا بين الصين والهند والبحر الأبيض المتوسط وساعد في إنشاء نظام تجاري عالمي واحد بين حضارات أوروبا وآسيا. 
كانت الصادرات المنقولة من آسيا على طول طريق الحرير تشمل الأقمشة والسجاد والفراء والأسلحة والأواني والمعادن والمنتجات الزراعية والماشية والعبيد. كما شملت الحضارات النشطة في التجارة خلال تاريخ الطريق سكيثيا، اليونان القديمة والبيزنطية، سلالات هان وتانغ، بارثيا، روران، سوغديانا، غوكتوركس، شيونغنو، يويزي والإمبراطورية المغولية. 
اعتباراً من القرن الخامس الميلادي، تطورت الطرق البرية الجديدة بين آسيا وأوروبا نحو الشمال. مرت العديد من هذه الطرق عبر يوجرا وامتدت إلى منطقة البلطيق. كان الخزر وفولغا بلغاريا وخاقانية روس نشطين في التجارة على طول طرق التجارة الشمالية. 
تضاءلت حركة المرور على طول طريق الحرير الجنوبي بشكل كبير مع سقوط القسطنطينية في القرن الـ 15 وتطوير الطريق البحري حول رأس الرجاء الصالح في القرن الـ 16. وبحلول القرن الـ 18، أدى التأثير الأوروبي على التجارة والحدود الوطنية الجديدة إلى تقييد حركة التجار بشكل كبير على طول جميع الطرق البرية بين أوروبا والصين، وانتهت التجارة البرية بين شرق آسيا وأوروبا . 

## أنظر أيضا
- مبادرة الحزام والطريق

## اقتباسات
1. ↑  Berk.
2. 1 2  Christian; Ōtsuka, p. 42.
3. 1 2  Christian.